# 看板

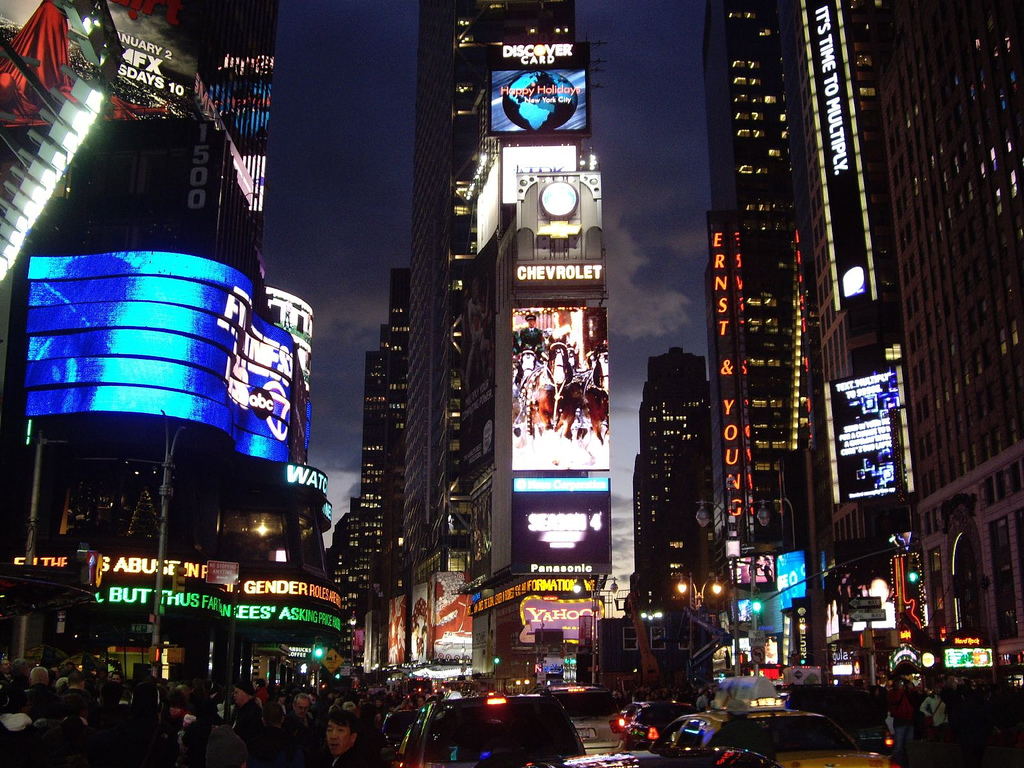
位於紐約時代廣場的全球最高看板

看板（英語：billboard），或稱為告示牌、廣告牌，泛指基於宣傳、提醒目的而設置的文字或圖像板，常出現在交通流量較高的地區。使用高耐久性的材質，或具有透明的外框，通常為扁平的方形外觀。

## 主要材質
- 木製看板
- 金屬製看板
- 帆布看板
- 壓克力看板：例如「燈箱廣告」，內藏照明的光源（日光燈管），可在夜晚時發揮廣告的效果。
- 車體廣告：例如以防水的貼紙製成大型海報，黏貼在公共汽車外。
- 數位看板：以電視牆或LED陣列所組成，具有可即時改變顯示內容的效果。

## 種類

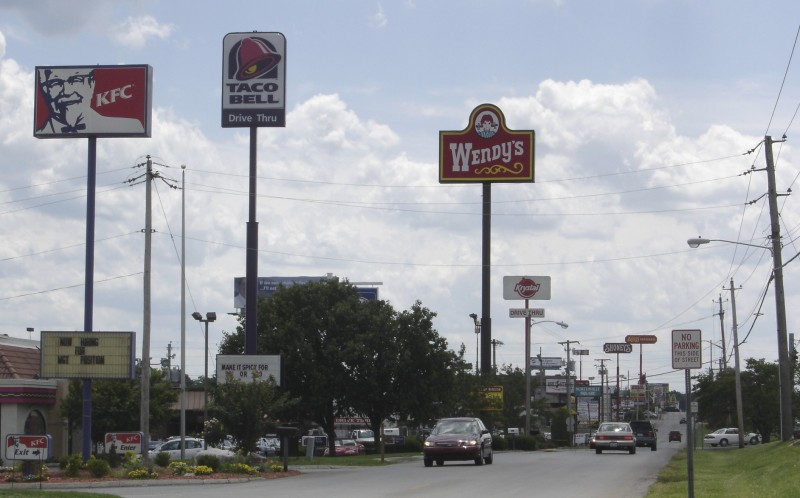
肯塔基州的快餐店招牌

### 招牌
是一種視覺圖形與文字結合的看板，也是標示的一種，用以說明場所的用途或名稱，有商業和非商業兩種用途。招牌最早期是由舊石器時代演變而來，已經是商業中不可或缺的基本組成設施，因為它可以一目了然的快速讓人理解該場所提供的服務和商品，減少需求方在市場上的搜尋時間。其設計通常是依據美國廣告學家劉易斯所提出的「AIDMA法則」製作。
隨著時代演進，招牌加入更多科技化以彰顯其功能，例如霓虹燈、LED、LCD、日光燈管、電子紙、閃光燈，因為在商業競爭越激烈的地區，越引人注目或讓人感興趣的招牌能在商業中佔有優勢，越豪華的招牌也是商家財務實力的展現讓顧客能有先入為主的觀念對商家較有信心，而在連鎖店體系中同樣規格和標準字的招牌也能帶給顧客關聯感，知道商家屬於同一體系，提供的服務和商品也有同一品質和規格。

### T霸
形狀似T狀的看板，通常較高，使人易於看見。通常出現於公路旁。

## 应用
广告牌被广泛应用于宣传活动、品牌推广以及商业广告投放等领域，已成为现代社会不可或缺的一种宣传手段。

## 外部連結
- "Billboard" - 搜索 Google 圖書
- "看版" - 搜索 Google 圖書